# Kjazim Mečiev
Kjazim Mečiev (rusky Кязим Беккиевич Мечиев, karačajsko-balkarsky Мечиланы Беккини жашы Кязим) byl významný balkarský básník, filosof – humanista, národní buditel, tvůrce základů balkarské poezie a balkarského literárního jazyka. Pocházel z vesnice Šiki v Bezengsko-Chulamské soutěsce nedaleko obce Bezengi (Čerekský okres, Kabardsko-Balkarsko, Ruská federace). Od roku 1940 byl členem Svazu spisovatelů SSSR. Na začátku března 1944 byl spolu s desítkami tisíc ostatních příslušníků balkarského národa násilně vystěhován do Kazachstánu, kde po roce nuceného pobytu zemřel.

## Životopis
Kjazim Mečiev pocházel z rodiny kováře Bekkiho Mečieva z vesnice Šiki, která zanikla po roce 1944. Kjazim měl ještě dva bratry a pět sester. Jeho otci se pro jeho dovednost a znalost mnoha řemesel v chulamo-bezengiské oblasti přezdívalo "Bekki se zlatýma rukama". Přestože se chlapec narodil jako chromý, pomáhal později svému otci při práci v kovárně spolu s ostatními sourozenci. Bekki Mečiev neměl žádné vzdělání a proto si přál, aby je získal jeho syn.

### Studia
Kjazim napřed získával vzdělání v Bezengi. Po třech letech učení u místního mullaha byl poslán do leskenské madrasy v Severní Osetii. Kjazim brzy ovládl slovem i písmem arabštinu a poté začal studovat turečtinu a perštinu.

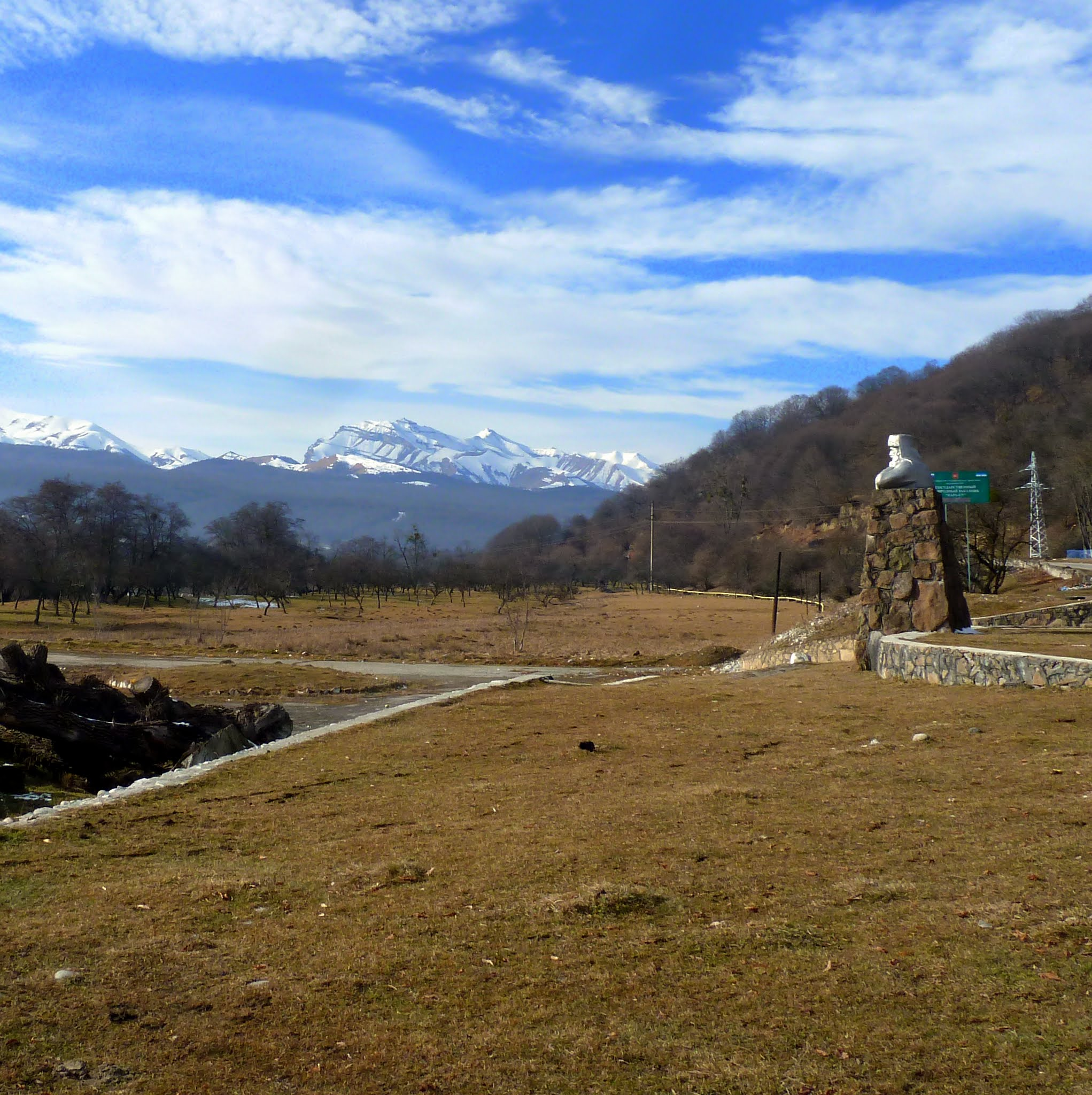
Pomník Kjazima Mečieva v dolině Čereku Chulamského u Babugentu

Když se vrátil do Bezengi, setkal se zde s respektovaným mullahem, zvaným Čepelleu-efendi, který přivedl mladého Kjazima k zájmu o světskou literaturu. Četba a studium tzv. dastanů, epických literárních děl Východu, hluboce ovlivnila budoucí literární tvorbu Kjazima Mečieva.
Po návratu do rodné vsi začal Kjazim opět pracovat v kovárně, zbytek času věnoval dalšímu studiu a literatuře. Začal psát poezii, a to jak lyriku s milostnými a sociálními motivy, tak i nábožensky laděné poemy. Toto období studií a literárních začátků, které spadá do poslední dekády 19. století, zakončil Kjazim Mečiev v roce 1903 poutí do Mekky – hadždžem. (Podruhé se na hadždž vypravil v roce 1910, ve věku 50 let.) Po roce 1900 Kjazim Mečiev cestoval po zemích Blízkého a Středního východu, určitou dobu strávil studiem na slavné káhirské univerzitě al-Azhar.

### Po Říjnové revoluci
Ve zralé tvorbě i filosofických názorech Kjazima Mečieva se silně projevuje vlastenectví, víra v sociální spravedlnost, demokracii a lepší budoucnost. Po Říjnové revoluci Kjazim Mečiev podporoval nové společenské zřízení, což poznamenalo i jeho lyriku. Také Kjazimův syn Magomet byl revolucionářem, podporujícím socialistické síly - padl v Čečensko-Ingušsku jako bolševický partyzán v bojích s bělogvardějci. V listopadu 1939 byl Mečievovi udělen čestný titul „Zasloužilý umělec Kabardsko-balkarské autonomní sovětské socialistické republiky“ (Заслуженный деятель искусств КБАССР) a o rok později se stal členem Svazu spisovatelů SSSR.

### Deportace a smrt
Deportaci příslušníků balkarského národa, která na základě rozhodnutí nejvyšších stranických představitelů Sovětského svazu proběhla od 8. března 1944, se nevyhnul ani – tehdy už 85letý – Kjazim Mečiev. Byl spolu s dalšími Balkary vysídlen do Taldy-Kurganské oblasti v Kazachstánu, kde napsal některá svá poslední díla. V průběhu deportace příslušníci NKVD zkonfiskovali Mečievovu knihovnu a jeho rukopisy a vše následně zničili. Deportace se stala v Mečievově tvorbě hlavním tématem posledního roku jeho života, o čemž svědčí i názvy básní: „Таукел этейик биз бюгюн“ (Dnes budeme doufat), „Осуят“ (Závěť), „Жарлы халкъым“ (Můj ubohý národ) a další. Kjazim Mečiev zemřel po roce vyhnanství 15. března 1945. První sborník Mečievových básní, přeložených do ruštiny, vyšel v Moskvě v roce 1962. Další dvoudílný výbor z tvorby Kjazima Medčieva byl vydán v roce 1989. V roce 1999 byly ostatky Kjazima Mečieva převezeny z Kazachstánu do Kabardsko-Balkarska a pietně uloženy k poslednímu odpočinku v Nalčiku.